# 抱廈
抱廈，即圍繞於廳堂、正屋的房屋，或指於原建築之前或之後加建的小屋，多應用於大型的風景建築。

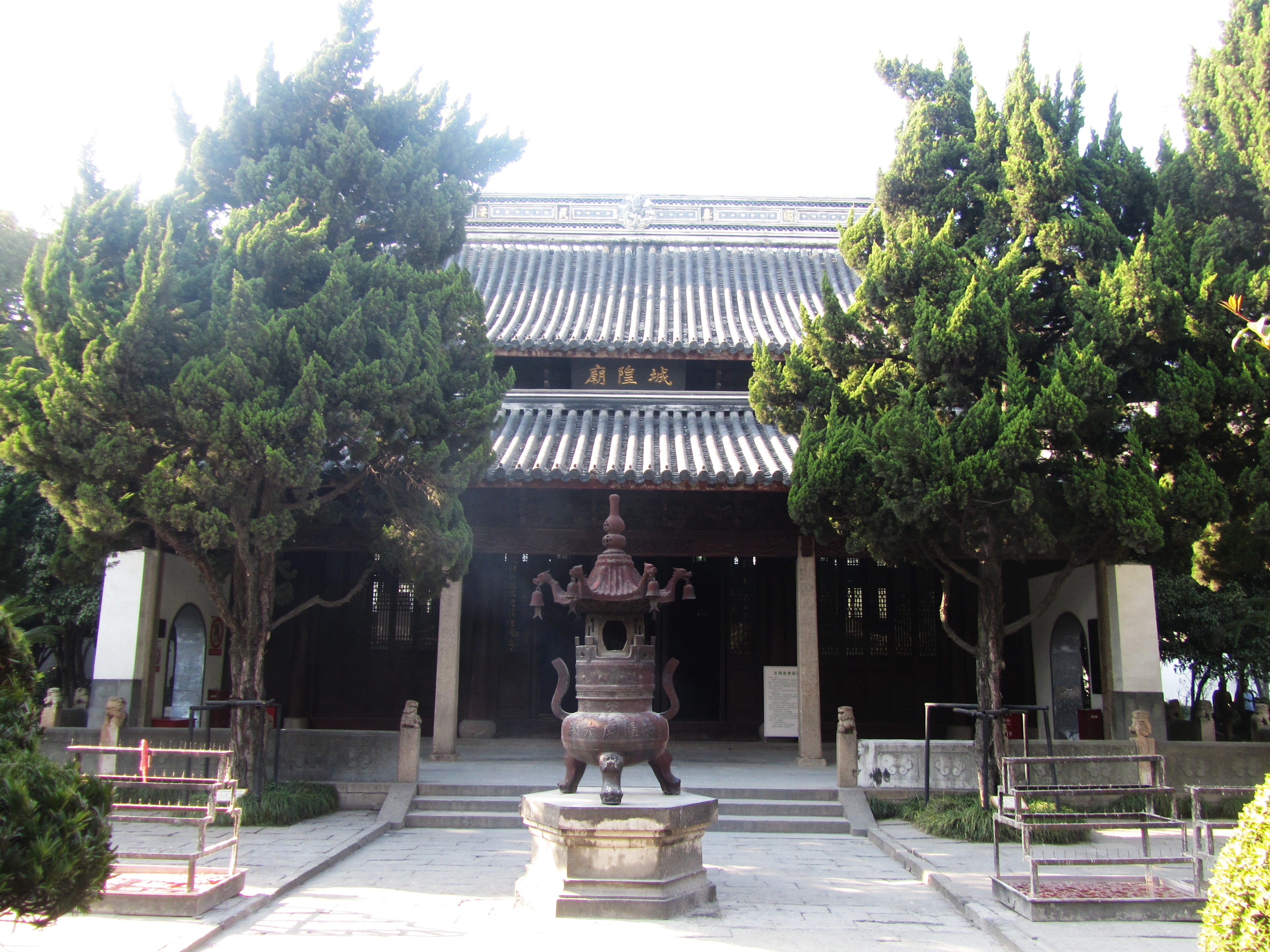
上海嘉定城隍廟大殿前抱廈及前廊

## 別名
宋代時，稱此種形式為龜頭屋，於兩宋時相當風行，清代後始稱抱廈。其名除因朝代有所相異外，基於其建築形式及地點亦有不同：
- 軒，指在自然環境不甚理想的地區，於正廳前加蓋之四周無牆的亭，時常為家人工作或聊天所用[2]。

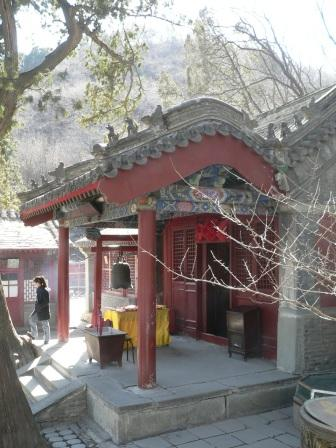
北京龍王堂 (八大處)抱廈

- 拜亭、拜殿，為寺廟專用稱呼，因介於室內外間，故成為香客參拜、燒香的場所[2]，如大觀音亭興濟宮。